# 肉歯目
肉歯目（にくしもく、学名: Creodonta）は、約5500万年前から約800万年前（新生代古第三紀暁新世後期（セランディアン）から新第三紀中新世後期（トートニアン）にかけて生息していた、原始的な肉食性哺乳類の一分類群である。
古第三紀のうち特に暁新世から始新世にかけて、肉歯目は生息地の生態系において重要な肉食獣であり、ユーラシア大陸と北アメリカ大陸で繁栄した。中新世にはアフリカ大陸で多様化もした。
鱗甲目（センザンコウ目、現存）、肉歯目（絶滅）、および、食肉目（ネコ目、現存）の3目は、キモレステス目（絶滅、キモレステス属あるいは裂歯類近縁）を共通祖先としていると考えられており、これら4目は広獣類 (Ferae) に属す。肉歯目はメソニクス目やエンテロドン科と競合し、最終的にはこれらより長く生き延びた。しかし、遅れて進化してきた食肉目に対しては前時代的劣等性をぬぐえず、その地位を譲ることとなる。肉歯目最後の種は約800万年前に姿を消し、取って代わった食肉目がそのニッチ（生態的地位）を占めることとなり、今日に至る。

## 呼称
学名の Creodonta（クレオドンタ）は、ギリシア語の「kreas (肉)」と「odous (歯)」を繋ぎ合わせた合成語。「肉食のための歯を持つもの」との成語である。和名はこの漢訳。

## 進化と分類

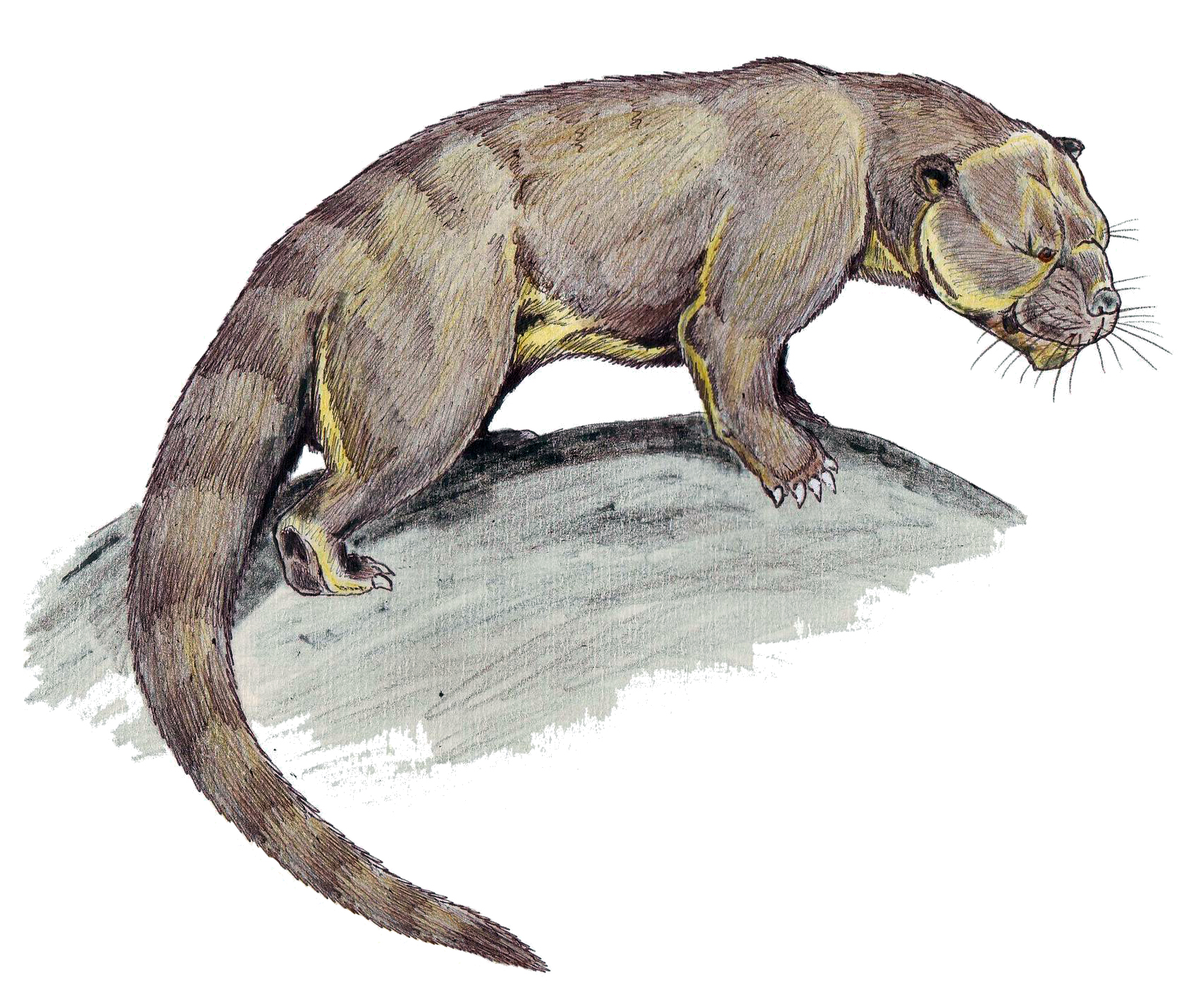
パトリオフェリス （約4500万年前。オキシアエナ科。生態復元想像図）

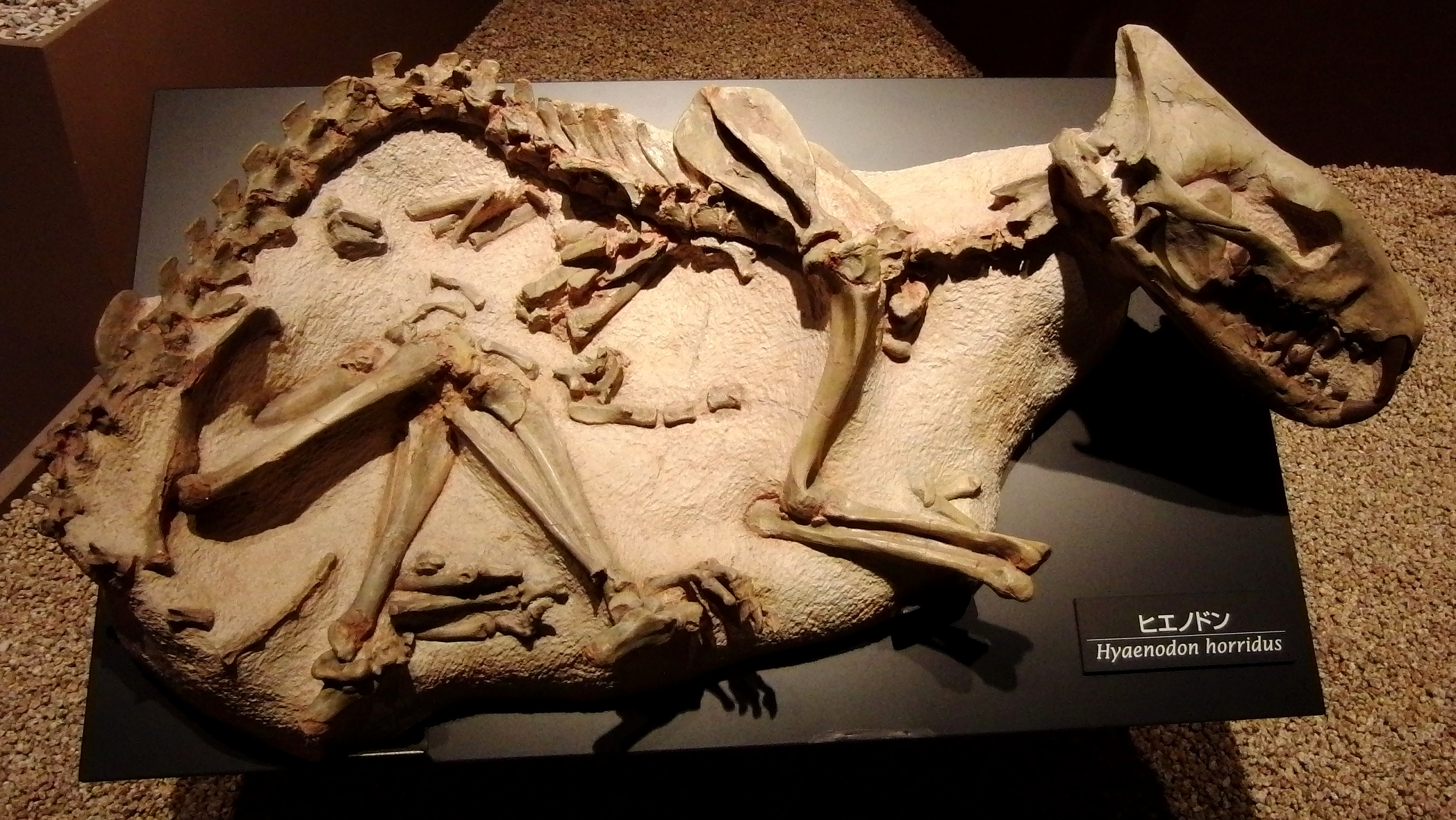
ヒエノドン (Hyaenodon horridus) の化石。国立科学博物館の展示。

より古い形質を示すオキシアエナ科（Oxyaenidae）と、優勢種として成功するに至ったヒアエノドン科（Hyaenodontidae）の2科からなる。
かつて肉歯目は食肉目の祖先と考えられていた。しかし現在では、さらに古い祖先を共有する関係だと見なされている。
肉歯目と食肉目はともに裂肉歯を具えているが、この歯は肉を噛み切るために発達した鋏（はさみ）のような機能を有している。そして、この器官を持つことが、彼ら2つの肉食獣類を生態系の頂点に押し上げる重要な要素となっていた。
研究者の中には、肉歯目は食肉目との共通祖先の子孫ではなく、両者間の相似点は収斂進化の典型例として説明可能である、と主張する者もいる。
適応放散を遂げたのは新生代になってからであるが、彼らの起源は少なくとも中生代白亜紀にまで遡る。約5500万年前から約3500万年前までは支配的な肉食獣だった。その多様性と分布の拡大は始新世に絶頂を極めている。肉歯目はアフリカ、ユーラシア、北アメリカで、漸新世の中期までには、それ以前の支配的捕食動物であったメソニクス目に完全に取って代わった。
しかしその後、近縁である食肉目との競合が始まる。ミアキスのような初期の食肉形類 (Carnivoramorpha)、すなわち、食肉類の祖先と肉歯目の祖先が分かれて以降の食肉類を含む系統に対する、肉歯目の優越は、3500万年前には揺るぎ始めた。
現在知られる最後の肉歯目最後、ヒアエノドン科ディッソプサリス(Dissopsalis) は、約800万年前（中新世後期トートニアン）のインド亜大陸地域に生きていたが、それ以降、肉歯目の化石はない。かつて肉歯目が占有していたニッチの全て（ないし、ほとんど全て）は、今日、ネコ科・イタチ科・クマ科・イヌ科・ハイエナ科などに属する食肉目の動物の多くによって占められている。
肉歯目の代表種としては、最も繁栄し、当時の生態系に多大な影響力を持っていたであろうヒアエノドンがある。
また、陸生肉食獣として既知で史上最大級とされているメギストテリウム（Megistotherium）も注目に値する。これはバイソンほどの大きさがあり、頭蓋骨はトラのそれの2倍ほどもあった。メギストテリウムはおそらく大きさの点でアンドリューサルクスに匹敵し、もしくはこれを凌駕していた。ハイエナのような、腐肉食性（死肉あさり）であったとされる。

## 絶滅の理由
なぜ肉歯目が食肉目に取って代わられたのかはよく分かっていないが、彼らの比較的小さい脳と、（特に走行時には）エネルギー効率のやや劣る運動能力（移動能力、ロコモーション）に原因があったのかもしれない。
ほぼ確実に、彼らは蹠行性であった。また、脊椎の腰仙部は食肉目と違って効率的に走れるようには出来ていなかった。歯の配置もまた多少異なっていた。食肉目のミアキスでは、上顎第四小臼歯と下顎第一大臼歯が裂肉歯で、それより奥の歯は肉以外の食物を噛み砕けるように残っていた（現生の食肉目であるイヌ科の歯式もこれに近い）。しかるに肉歯目では、裂肉歯はもっと奥にあった。上顎第一大臼歯と下顎第二大臼歯、もしくは上顎第二大臼歯と下顎第三大臼歯が裂肉歯だったのである。このため、彼らは肉以外の食物をほとんど食べられなかった。これらの些細な短所が百万年単位の長期間では重要だったと思われる。
現生の食肉目で最も純粋な肉食性であるネコ科では、第二・第三大臼歯は完全に失われている。そして、裂肉歯の奥にある上顎第一大臼歯は痕跡器官となっている。そのため、現生のネコ科は植物性の食物をごくまれにしか口にしないのである。

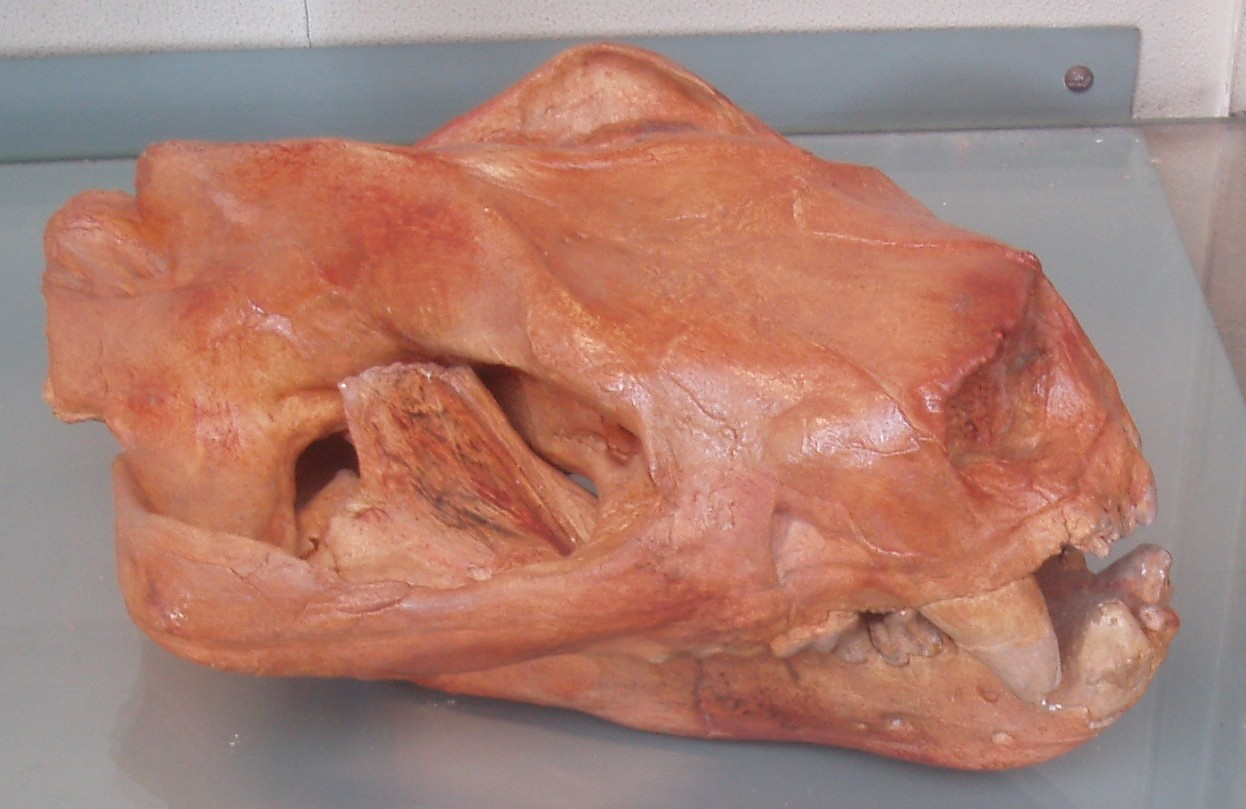
パトリオフェリス Patriofelis ulta の頭蓋骨化石標本（パリの国立自然史博物館）
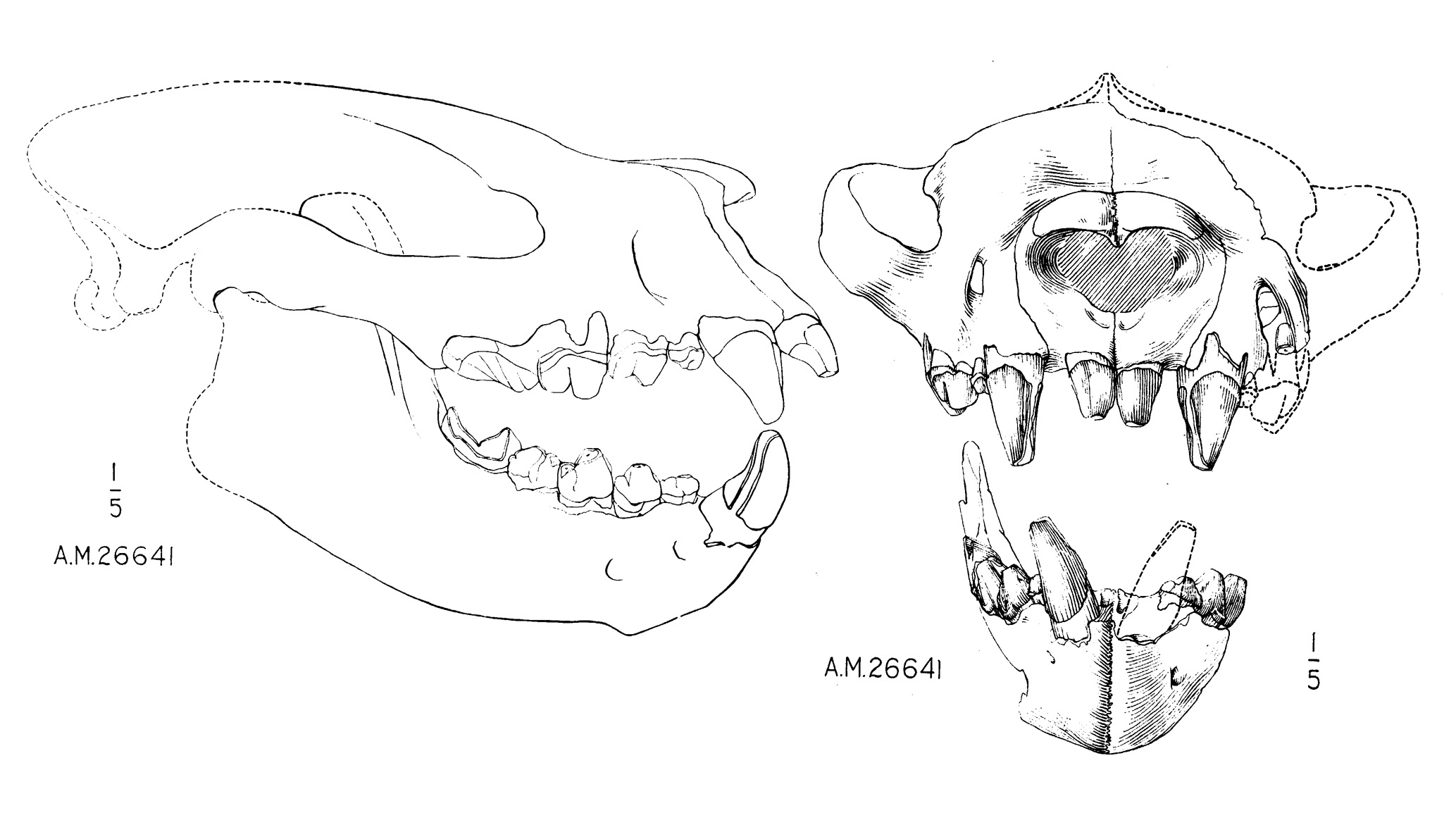
サルカストドン Sarkastodon mongolensis （約3500万年前。オキシアエナ科）の頭骨図
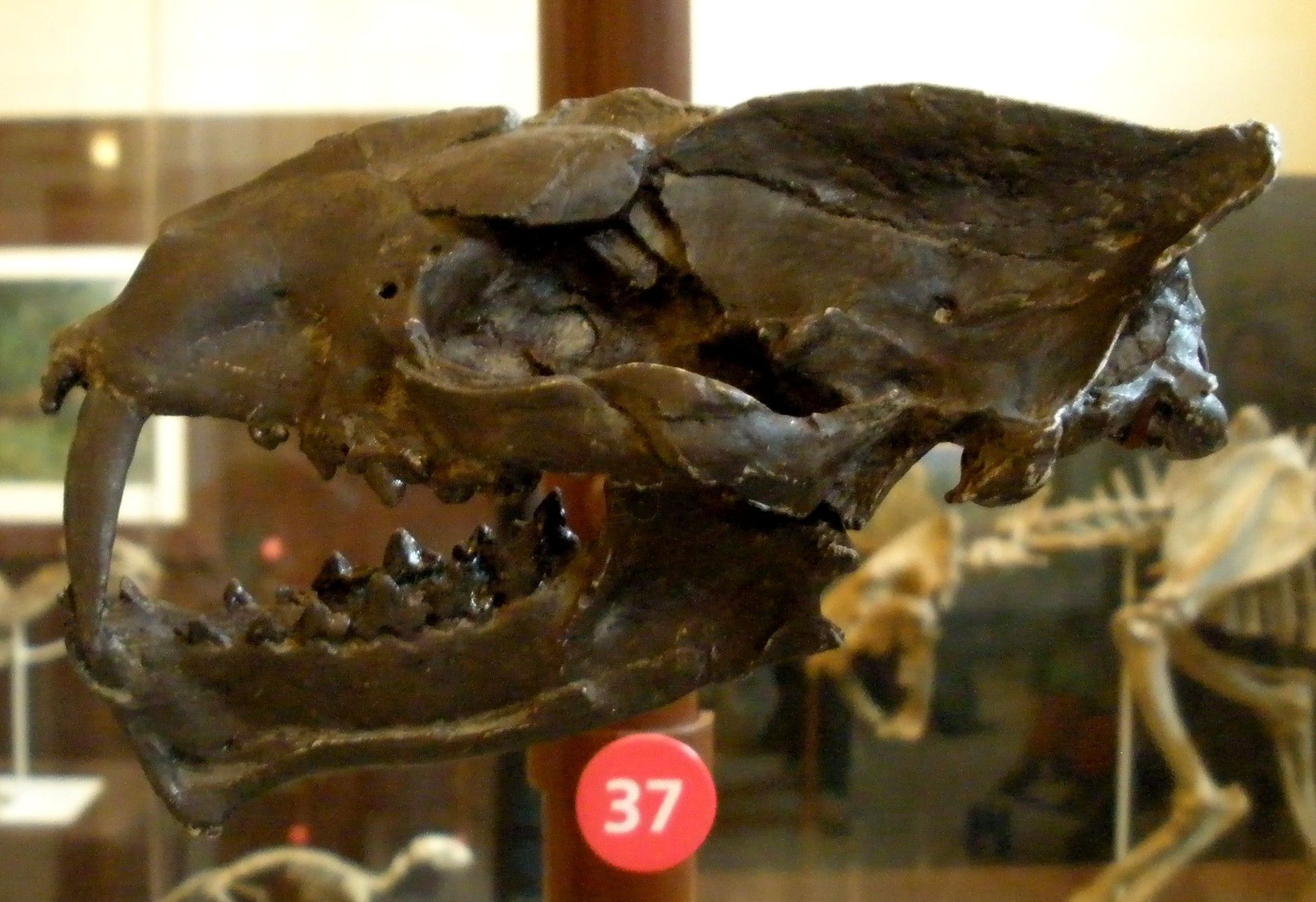
マカエロイデス（マケロイデス）Machaeroides eothen （オキシアエナ科）の頭蓋骨化石標本（パリの国立自然史博物館）
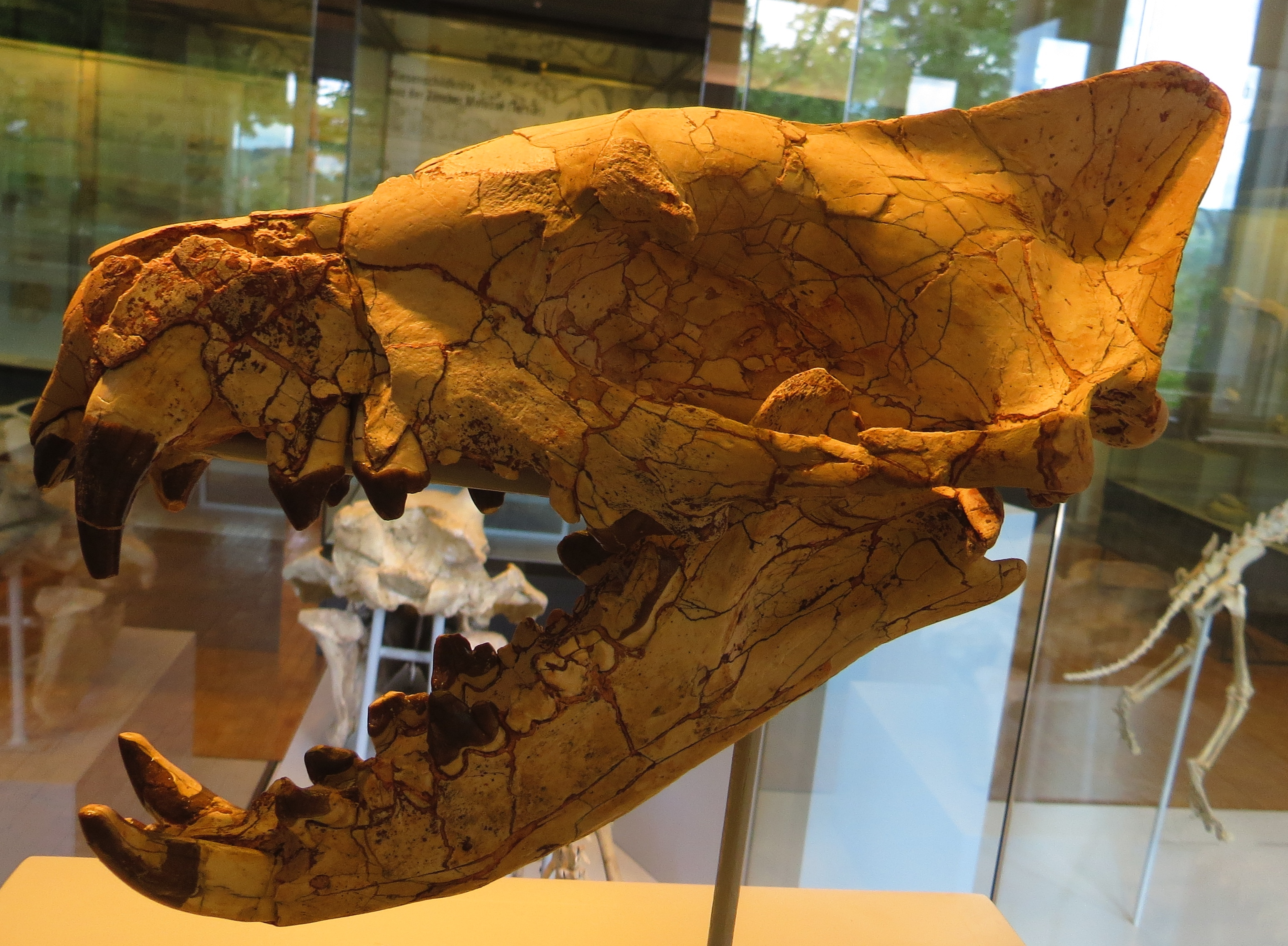
Hyaenodon horridus